# A szerény zseni
A szerény zseni Vagyim Sefner szentpétervári (leningrádi) orosz író regénye. Magyarul a Kozmosz Fantasztikus Könyvek sorozatban látott napvilágot 1976-ban, Soproni András fordításában. A könyv egy kisregényt és 3 novellát tartalmaz. Az utószót ("Félig-meddig hihető történetek") A. Lipelis írta.

## Történet
|  | Alább a cselekmény részletei következnek! |

A fantasztikus találmányok és szituációk nem mások, mint játékos, kalandos történetek alapjai, de a mindezekben rejlő lelki valóság, az emberi megnyilvánulás az adott helyzetben azonban már nem játék, sem a mesében, sem a való életben.
A szerény zseniben szereplő négy kisregényben hihetetlen technikai lehetőségek tárulnak fel az olvasó elé, valamennyi olvasmányban a feltalálói leleményességek kerülnek előtérbe, amelyek az emberiség boldogítására szolgálnának.
Azonban Sefner érezhetően nem veszi túl komolyan a tudományos-fantasztikus motívumokat, valósággal ki is parodizálja magát a fantasztikumot és jellegzetességeit. Ennél fogva nála a fantasztikum egy cseppet sem tudományos, sokkal inkább egy groteszk és ironikus eszközként szolgál ahhoz, hogy az emberekről, az emberek jellemvonásáról és az erkölcsi értékekről beszéljen.
Hősei egyáltalán nem hasonlítanak a hagyományos sci-fi irodalom megszokott hőseihez, akik minden esetben a helyzet magaslatán állnak. Éppen ellenkezőleg, csetlő-botló, jámbor emberek, akik mindig elszalasztják a kedvező lehetőségeket ahhoz, hogy igazi hőssé váljanak (mivel nem is akarnak azzá válni). Ezzel felveti azt a fontos kérdést is, hogy vajon a hős kudarca és sikere mennyiben függ az egyéniségétől? A „szerencsétlen flótás” mellett a művekben megtalálhatjuk a sikerhajhász jellemeket is, és az ő esetükben a siker pont hogy negatív értelmet nyer, ellentétben a központi alakok kudarcaival, amelyek által a karakter éppen pozitívabbá, és ezáltal maga a kudarc egy pozitív tényezővé válik. A kudarc tehát nem jelent feltétlenül rossz dolgot, sőt hasznos, ha ez jelenti tulajdonképpen a kisregények fő alakjai számára a kulcsot a boldogsághoz, illetve a nagyobb, súlyosabb sorscsapások bekövetkezésének elkerülését.
|  | Itt a vége a cselekmény részletezésének! |

## Magyarul
- A szerény zseni. Tudományos fantasztikus elbeszélések / Az ember, aki maga az öt NEM, avagy egy jámbor férfiú vallomása / A gömbölyű titok / Az elkésett lövész, avagy egy tahó szárnyai; ford. Apostol András, utószó A. Lipelis; Kozmosz Könyvek, Bp., 1976

## További információ
- A kötet adatlapja a Molyon